# مقاطعة بوروس
مقاطعة بوروس هي واحدة من أربع مقاطعات في منطقة أوكايالي، في غابات الأمازون المطيرة في وسط بيرو. نهر بوروس يمر عبره.
يتم مطابقة المقاطعة من قبل مقاطعة واحدة (بالإسبانية: distrito)‏ ، مقاطعة بوروس ، عاصمتها اسبيرانزا .

## اللغات
وفقا لتعداد عام 2007 ، كان تتحدث الإسبانية بنسبة 30.2 ٪ من السكان ، بينما يتحدث الآشانينكا 2.3 ٪ من ، والكيشوا 0.6 ٪ ، و 0.2 ٪ يتحدثون أيمارا ، و 66.2 ٪ يتحدثون لغات أصلية أخرى ويتحدث 0.4 ٪ لغات أجنبية.